# Пик, Элисон
Элисон Луиза Пик (англ. Alison Louise Peek, 12 октября 1969, Аделаида, Австралия) — австралийская хоккеистка (хоккей на траве), полевой игрок. Олимпийская чемпионка 2000 года, двукратная чемпионка мира 1994 и 1998 годов.

## Биография
Элисон Пик родилась 12 октября 1969 года в австралийском городе Аделаида.
Играла в хоккей на траве за «Аделаиду» и «Аделаида Санс».
В 1992 году вошла в состав женской сборной Австралии по хоккею на траве на летних Олимпийских играх в Барселоне, занявшей 5-е место. Играла в поле, провела 3 матча, мячей не забивала.
В 2000 году вошла в состав женской сборной Австралии по хоккею на траве на летних Олимпийских играх в Сиднее и завоевала серебряную медаль. Играла в поле, провела 8 матчей, забила 1 мяч в ворота сборной Южной Кореи.
Дважды завоёвывала золотые медали чемпионата мира — в 1994 году в Дублине и в 1998 году в Утрехте. В 1990 году на чемпионате мира в Сиднее выиграла серебряную награду.
Четыре раза была победительницей Трофея чемпионов в 1991, 1993, 1995 и 1999 годах. Кроме того, в 1989 году выиграла серебряную медаль, в 2000 году — бронзовую.
В 1998 году завоевала золотую награду хоккейного турнира Игр Содружества в Куала-Лумпуре.
В 2000 году была награждена Австралийской спортивной медалью, в 2001 году — медалью Ордена Австралии, в 2003 году — Медалью Столетия.
В течение карьеры провела за сборную Австралии 222 матча, забила 6 мячей.
По окончании игровой карьеры стала тренером, работает с юниорами.